# Pittsford (Nueva York)
Pittsford es un pueblo ubicado en el condado de Monroe en el estado estadounidense de Nueva York. En el año 2020 tenía una población de 30,617 habitantes. El pueblo solía ser un parte del pueblo de Northfield. El pueblo fue colonizada en 1789 y due incorporado en 1896. El pueblito de Pittsford fue incorporado en 1827. El pueblo fue nombrado por coronel Caleb Hopkins, un héroe de la guerra de 1812 del su lugar de nacimiento de Pittsford, Vermont.

## Geografía
De acuerdo al Oficina del Censo de los Estados Unidos, el pueblo tiene una superficie de 60.6 km² (23.4 mi²), de que 60.1 km² (23.2 mi²) es tierra y .5 km² (.2 mi²) es agua.
El pueblo de Pittsford se encuentra situado en el parte sudeste del condado de Monroe aproximadamente 13 km (8 mi) de la ciudad de Rochester, Nueva York. El pueblo de Mendon se encuentra en el sur, el pubelo de Perinton en el este, los pueblos de Henrietta y Brighton en el oueste y el pueblo de Penfield en el norte.
Pittsford se encuentra ubicado en las coordenadas 43°05′23″N 77°31′0″O / 43.08972, -77.51667.

## Historia
El pueblo se encuentra en la región sujeta a la expedición del Marqués de Denonville de 1600 soldados franceses, 400 colonos canadienses, y 983 aliados nativos americanos en el año de 1687.

## Demografía
Según la Oficina del Censo en 2008 los ingresos medios por hogar en la localidad eran de $94,344, y los ingresos medios por familia eran $106,509. Los hombres tenían unos ingresos medios de $70,780 frente a los $39,336 para las mujeres. La renta per cápita para la localidad era de $42,723. Alrededor del 2.9% de la población estaban por debajo del umbral de pobreza.